# Марко Ганчев
Марко Ганчев Маринов е български писател (сатирик, есеист, автор на детска литература) и общественик.

## Биография
Марко Ганчев е роден през 1932 г. в село Марча – днес квартал в град Дряново.
Първото му стихотворение излиза през 1942 г. в столичното детско вестниче „Другарче“ на К. П. Домусчиев. През 1946 г. започва да сътрудничи редовно със стихове на вестниците за гимназисти „Средношколско единство“ и „ЕМОС“, издавани в София. През 1950 г. завършва гимназия в Дряново и е приет за студент по българска филология в Софийския държавен университет. Като студент през 1950 – 1955 г. печата стихове във вестниците „Народна младеж“, „Литературен фронт“, „Стършел“, в литературни списания и сборници. След завършването на българска филология е изпратен от Съюза на българските писатели в Тирана, Албания, да се подготви за преводач на поезия от албански език.
Първата му стихосбирка „Семената зреят“ излиза през 1957 г.
През 1961 – 1968 г. завежда културния отдел и е член на редколегията на вестник „Стършел“. От 1968 г. е завеждащ редакция „Поезия“ в издателство „Народна култура“, до 1971 г., когато е изключен от БКП заедно с няколко други писатели - Благой Димитров, Гочо Гочев, Валери Петров, Христо Ганев заради отказа им да гласуват резолюция срещу присъждането на Нобелова награда за литература на Александър Солженицин. Продължава работа в отдела като редови редактор, а от 1979 до 1984 г. е редактор в сп. „Съвременник“.
През 1984 – 1989 г. е главен редактор на алманаха за хумор и сатира „Апропо“, издание на Дома на хумора и сатирата в Габрово. През 1989 г. започва да води рубрика два пъти седмично по радио „Свободна Европа“, в която чете политически есета под общо заглавие „На прощаване с тоталитарната система“. От декември 1989 до 1993 г. е главен редактор на вестник „Литературен фронт“, преименуван междувременно на „Литературен форум“.
Марко Ганчев е депутат от Съюза на демократичните сили в VII велико народно събрание, подписва конституцията от 1991 г., заради което е изключен от СДС. От 1993 до 1999 г. е посланик на Република България в Република Беларус, след което е писател на свободна практика.
Ганчев е женен, има две деца: Димитър Ганчев и Ганчо Ганчев.

## Награди
- 2001 г.: Национална литературна награда „П. Р. Славейков“, присъдена му от Министерството на образованието и науката за цялостното му творчество за деца и юноши
- 2002 г.: орден „Стара планина“ I степен за изключителен принос към българската култура
- 2003 г.: Национална литературна награда за хумор и сатира „Райко Алексиев“, връчвана от Община Пазарджик за цялостно литературно творчество и принос в областта на хумора и сатирата[3]
- 2008 г.: Национална награда „Константин Константинов“ за цялостен принос в детското книгоиздаване.
- 2021 г.: Априловска награда за цялостно творчество[4][5]

### Лирика
- Семената зреят, 1957
- Всички пътища и един от тях, 1965
- Правото да бъдеш буден, 1966
- Бягащо дърво, 1969
- Неделно щастие, 1971
- Мълчаливи сирени, 1977
- Голяма челяд, 1987
- Лай по кервана, 2006

### Сатира
- Марсиански възторзи, 1960
- Второ пришествие, 1964
- Свой човек, библ. „Стършел“ № 100, 1965
- Оправяне на света, 1967
- Огледало за обратно виждане, 1975 и 1978
- Дива мечка, 1976
- Драскотини, 1979 и 1984
- Епиграми, 1979
- Професия несъгласие, 1982
- Нищо смешно, 1988
- Къси съединения, 1989
- Лай по кервана, 2006
- Цар и говедар, 2010
- В търсене на изгубеното племе, 2012
- Любезни хора, 2013
- Басни в сегашно време, 2014

### За децата
- Страшния Мъркот, стихотворения, 1971
- Кое как се прави, стихотворения и приказки, 1973
- Сбогом на таласъмите, приказки, 1974
- По-малкият брат на крокодила, приказки, 1976
- Кесия с пуканки, стихотворения, 1977
- Книжка с бинокъл, стихотворения, 1978
- Кълбовидна мълния, приказки, 1980
- Големите и малките, стихотворения, 1980
- Панчови песни, стихотворения, 1983
- Имате ли гъдел, приказки, 1984
- Изгубената кула, поеми, 1984
- Чанта за утре, стихотворения, 1987
- Таласъмът Хайде Холан, поеми, 1990
- Магарешки работи, стихотворения, 2004
- Бялото гълъбче, стихотворения;
- Кое как реве, стихотворения, 2012

### Есета
- Опрощение и проклятие на измамата, 1990
- Ветерани на нищото, 1985
- Триумфалните арки към литературата, 1998
- Лалугерът на двете системи, 1998

### Избрани
- Лирика, 1979
- Избрани сатири, 1982
- Смешна тъга, 2002
- Последната хитрина на лисицата, 2009
- Догонване на света, 2015
- Разгаданата усмивка, 2022